# Пашаев, Атахан Аваз оглы
Атахан Аваз оглы Пашаев (азерб. Ataxan Əvəz oğlu Paşayev) 1 мая 1938, Башкенд, Нахичеванская АССР — 4 августа 2022, Баку) ― азербайджанский историк, доктор исторических наук. Директор Центрального государственного архива литературы и искусства Азербайджанской ССР (1966―1982). Начальник Национального архивного управления Азербайджанской Республики (1984—2018). Заслуженный работник культуры Азербайджанской ССР (1981).

## Биография
Родился 1 мая 1938 год в селе Башкенд Джульфинского района Нахичеванской Автономной Советской Социалистической Республики. В 1963 году с отличием окончил исторический факультет Азербайджанского государственного университета. 
Трудовую деятельность начал в 1962 году старшим научным сотрудником Центрального государственного архива Октябрьской революции и социалистического строительства Азербайджанской ССР (ныне Государственный архив Азербайджанской Республики).
С 1963 по 1965 год работал старшим методистом отдела Главного архивного управления при Совете Министров Азербайджанской ССР, с 1966 по 1982 год — директором Центрального государственного архива литературы и искусства Азербайджана. В 1981 году присвоено почётное звание Заслуженный работник культуры Азербайджанской ССР. С 1982 по 1984 год — старший преподаватель Азербайджанского политехнического института.
В 1981 году на Учёном совете Института истории Академии наук Азербайджана защитил диссертацию на соискание учёной степени кандидата исторических наук. В 2008 году там же защитил докторскую диссертацию.
С 1984 года являлся редактором журнала «Azərbaycan arxivi» («Архивы Азербайджана»).
Был делегатом 7-го (1972, Москва), 13-го (1996, Пекин), 14-го (2000, Севилья) и 15-го (2004, Вена) Международных конгрессов архивов. Избирался членом Генеральной Ассамблеи Международного совета архивов.
Неоднократно представлял Азербайджанскую Республику на научных конференциях, проводимых архивными органами и историческими учреждениями СССР, Содружества Независимых Государств, а также Турецкой Республики.
С 1984 года по 2018 год — начальник Главного архивного управления при Совете Министров Азербайджанской ССР (с 2002 года Национальное архивное управление Азербайджанской Республики).
9 октября 2008 года в Баку было сдано в эксплуатацию новое здание Национального архивного управления Азербайджанской Республики.
29 апреля 2013 года распоряжением Президента Азербайджана Ильхама Алиева удостоен ордена Слава. 
27 апреля 2018 года распоряжением Президента Азербайджана награждён Почётным дипломом Президента Азербайджанской Республики. 2 мая  того же года в Азербайджанской национальной библиотеке открылась выставка, приуроченная к 80-летию начальника Национального архивного управления Атахана Пашаева под названием «Атахан Пашаев-80».
Умер 4 августа 2022 года.

## Награды и звания
- Заслуженный работник культуры Азербайджанской ССР (1981)
- Орден «Слава» (2013)[5]
- Почётный диплом Президента Азербайджанской Республики (2018)[6]

## Научные труды
- «Молла Насреддин: друзья и враги». — Баку, Гянджлик, 1982
- Депортация. — Баку, «Азернешр», 1995
- По следам нераскрытых страниц. — Баку, Азербайджан, 2001
- Дорога к парламенту Республики. — Баку, Адилоглу, 2005
- Из истории выхода журнала «Молла Насреддин». — Баку, «Aşıolu», 2009
- Из прошлого. — Баку, Наука и образование, 2015
- Надежное хранилище нашей исторической памяти. — Баку, «Наука и образование», 2016